# النيابة الرسولية لجنوب شبه الجزيرة العربية

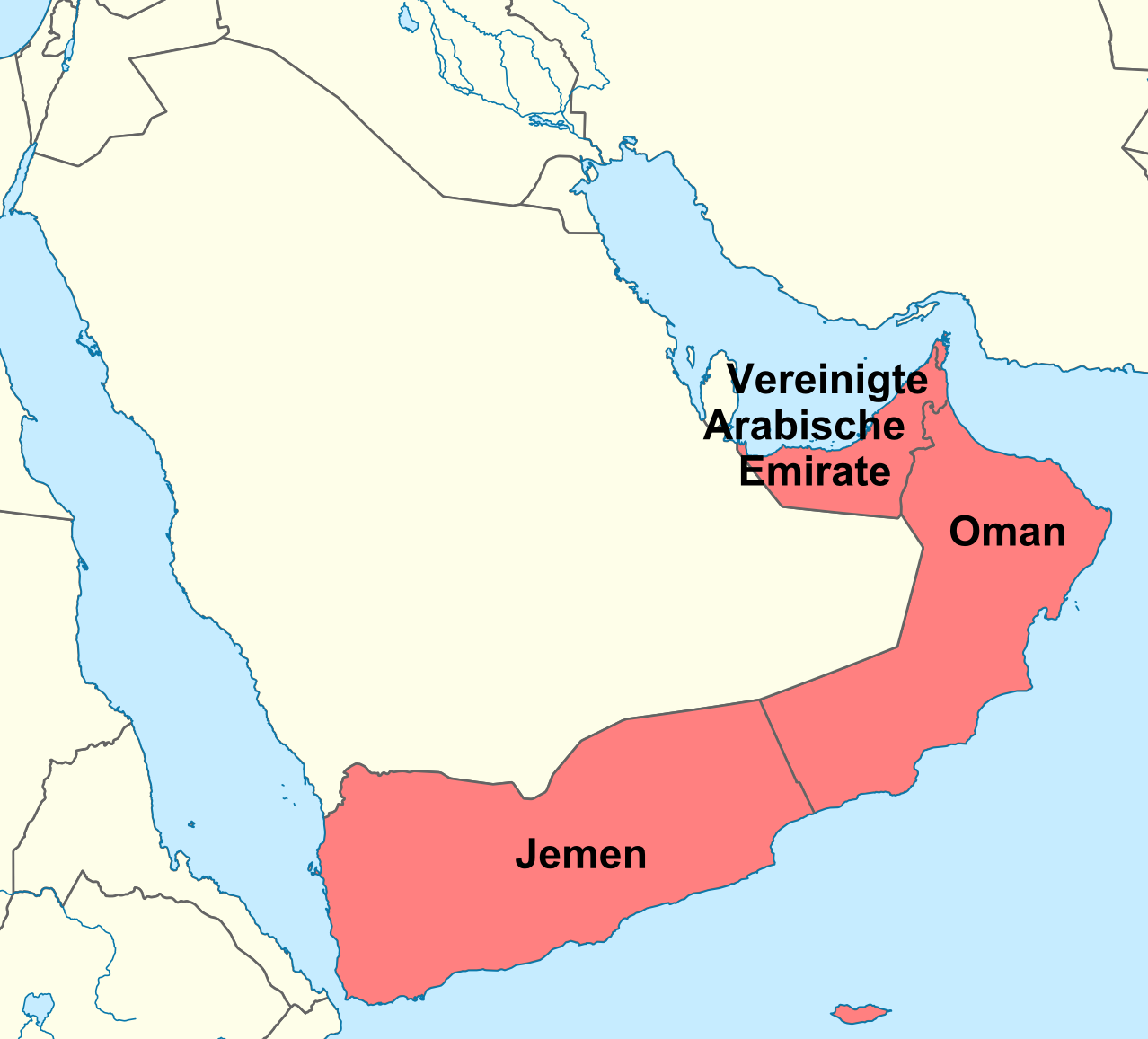

النيابة الرسولية لجنوب شبه الجزيرة العربية (باللاتينية: Vicariatus Apostolicus Arabiae) هي النيابة الرسولية التابعة للكنيسة الكاثوليكية الرومانية وتقع مركزها الإداري في دولة الإمارات العربية المتحدة. وهي الولاية الإقليمية لأتباع الطقوس اللاتينية في الكنيسة الكاثوليكية الرومانية والتي تغطي البلدان التالية من شبه الجزيرة العربية والمنطقة المحيطة: عمان، الإمارات العربية المتحدة، واليمن. النائب هو السويسري المولد الأسقف بول هيندر. أنشئت في عام 1888 في عدن وتغير إلى اسمها الحالى في عام 2011. كان من مركز النيابة في عدن حتى عام 1973 عندما تم نقلها إلى كاتدرائية القديس يوسف في مدينة أبوظبي. منذ عام 1916 كان في رعاية تحت سيطرة رهبنة كبوشي فلورنسا.

## التاريخ
في الأصل كانت المنطقة جزءًا من النيابة الرسولية للجالاس وتم تشكيل النيابة الرسولية العربية باعتبارها محافظة من قبل البابا بيوس التاسع في 21 يناير 1875. وقد أصبحت جعلها نيابة رسولية في 25 أبريل 1888 من قبل البابا ليون الثالث عشر وكان مركزها الإداري في عدن باليمن. على 28 يونيو 1889 تم تغيير الاسم إلى النيابة الرسولية العربية وكانت مسؤولة عن بلدان شبه الجزيرة العربية والمنطقة المحيطة: البحرين، عمان، المملكة العربية السعودية، قطر، الإمارات العربية المتحدة، الصومال، واليمن وتبلغ مساحتها أكثر من 310 آلاف كيلو متر مربع. هناك أبرشيات كاثوليكية في جميع هذه البلدان بإستثناء المملكة العربية السعودية والصومال حيث يحظر ممارسة غير الإسلامي.
في 29 يونيو 1953 انفصلت محافظة الرسولية للكويت (التي تعرف الآن باسم النيابة الرسولية العربية الشمالية) عن النيابة الرسولية العربية وتم إعادة رسم الحدود لاحقًا في عام 2011 وتخفيض اختصاصها إلى بلدان عمان، الإمارات، واليمن.
كان يحكم من قبل النيابة الرهبان الكبوشيين على الرغم من أن راهبات الفرنسيسكان كن مشاركات خاصة في البداية. وتخدم النيابة حوالي 1.3 مليون كاثوليكي ويتوزعون على 20 أبرشية.